# Arroyo de la Serrezuela
El arroyo de la Serrezuela es un curso de agua del interior de la península ibérica. Afluente del río Duratón, discurre por la provincia de Segovia.

## Nombre
A lo largo de su curso, el arroyo toma los nombres de «Serrezuela», «Toribio» y «Mariaceite».

## Curso
Discurre por la provincia española de Segovia. El arroyo, que nace en los cerros inmediatos a Aldeanueva de la Serrezuela, discurre de oeste a este hasta el pueblo de Boceguillas y luego cambia de rumbo para encaminar dirección sur. Baña también los términos de Navares de las Cuevas, Navares de Enmedio, Navares de Ayuso, Castillejo, Aldeonte, Barbolla, El Olmillo, Cobachuela y Sepúlveda. El arroyo, que recoge a lo largo de su curso el agua del Bálsamos y de otro arroyuelo, acaba desembocando en el Duratón en Sepúlveda. Aparece descrito en el decimocuarto volumen del Diccionario geográfico-estadístico-histórico de España y sus posesiones de Ultramar de Pascual Madoz con las siguientes palabras:

SERREZUELA: arroyo en la prov. de Segovia: tiene su orígen en los cerros de Aldeanueva de la Serrezuela y marcha de O. á E. hasta el pueblo de Boceguillas, en cuyo punto varia con direccion S., atraviesa los térm. de Navares de las Cuevas, Navares de Enmedio, Nabares de Ayuso y desp. de Castillejo, en donde se le une un arroyo tiulado Valsamos: toma el nombre de Toribio y continúa su marcha por los térm. de Aldeonte, Boceguillas, en donde aumenta su caudal con las aguas de un arroyuelo, Barbolla, Olmillo, barrio de Cobachuela y térm. de Sepúlveda, en donde toma el nombre de Mariaceite, desembocando en el r. Duraton: durante su curso, que es de 5 leg., da movimiento á 8 molinos harineros y un batan, y pasa por 9 puentes de piedra y uno de madera, todos de poco ó ningun mérito.
(Madoz, 1849, p. 204)

Las aguas del río, perteneciente a la cuenca hidrográfica del Duero, acaban vertidas en el océano Atlántico.